# Ana Escamilla
Ana Escamilla (* 10. Juli 1998 in Almería) ist eine spanische Volleyballspielerin.

## Karriere
Escamilla begann ihre Karriere 2013 bei CAEP Soria. In der Saison 2016/17 spielte sie bei Feel Volley Alcobendas. Mit Minis Arluy Logroño gewann sie 2018 das Double aus Pokal und Meisterschaft. Anschließend wechselte sie zu CV Barcelona. Dort wurde die spanische Nationalspielerin in der Saison 2018/19 Topscorerin der Liga. Anschließend wechselte sie zum deutschen Bundesligisten SC Potsdam.